# Продаж
Про́даж — це оплатна передача майна однією особою у власність іншій особі.
Продаж товарів — будь-які операції, що здійснюються згідно з договорами купівлі-продажу, міни, поставки та іншими цивільно-правовими угодами, які передбачають передачу прав власності на такі товари за компенсацію незалежно від строків її надання, а також операції з безоплатного надання товарів. Не належать до продажу операції з передачі товарів у межах договорів комісії (консигнації), поруки, доручення, схову (відповідального зберігання), довірчого управління, оренди (лізингу), інших цивільно-правових договорів, які не передбачають передачу права власності на такі товари іншій особі.

## Процес продажу
Процес продажу — сукупність етапів, які торговий агент здійснює під час продажу тієї або тієї продукції або послуг. Сюди відносять
- пошук і оцінювання покупців,
- підготовку до контакту,
- контакт, презентацію і демонстрацію,
- усунення розбіжностей,
- укладання операції і
- супровід операції.

Підготовка до контакту — один з етапів процесу продажу, за якого торговий агент намагається дізнатися якомога більше про свого потенційного споживача перед тим, як з ним контактувати.

Пропозиція продажу, розрахована на емоційний вплив — нефункціональна характеристика товару або послуги, що викликає у свідомості споживача єдині у своєму роді асоціації.
Міра готовності покупця до сприйняття товару — етапи, які зазвичай проходить споживач на шляху до купівлі, включаючи обізнаність, знання, розташування, віддання переваги, переконаність і, нарешті, купівлю.

Усвідомлення потреби — перша стадія процесу ухвалення рішення про купівлю, коли покупець уперше усвідомлює потребу або знадобу.

Стан купівельної готовності — стан, через який звичайно проходить покупець до моменту ухвалення рішення про купівлю: обізнаність, знання, схильність, перевага, переконаність і здійснення купівлі.
Подолання розбіжностей — один з етапів процесу продажу, за якого торговий агент визначає і долає всі розбіжності і заперечення з боку замовника з приводу можливої купівлі.

Реакція на купівлю — етап, на якому споживач здійснює подальші дії після придбання товару, ґрунтуючись на почутті задоволення або незадоволення.
Супровід операції — останній етап в процесі продажу, на якому торговий агент уже після укладання операції робить усе для того, щоб замовник залишився задоволений, і намагається зав'язати довгострокову співпрацю.родаж — як бізнес-поняття
Продаж — як бізнес-поняття, складова частина маркетингу, що описує практично будь-яку комерційну діяльність.
«Продаж» — західний термін, що підкреслює сучасний підхід до організації торгівлі в компанії, застосування ефективних методів, націленість на конкретний результат. У радянські часи замість терміна «продаж» у СРСР користувалися терміном «збут».
Менеджмент служби збуту — аналіз, планування, проведення в життя і контроль діяльності служби збуту. Включає розроблення стратегії і структури служби збуту, пошук і залучення претендентів, відбір, підготовку і винагороду торгових агентів, керування й оцінювання їхньої діяльності.
Структура служби збуту, орієнтована на споживача — організація служби збуту, за якої кожний торговий агент спеціалізується на продажу тільки для певної категорії клієнтів або тільки для однієї галузі промисловості.
Товарно-орієнтована структура служби збуту — організація служби збуту, за якої кожний торговий агент спеціалізується на продажу тільки деяких видів продукції, що виробляє його компанія, або продуктових ліній.
Територіальна структура служби збуту — організація служби збуту, за якої кожний торговий агент закріплюється за певним географічним регіоном, в якому він засновує повномасштабне торгове представництво своєї компанії.
Збут селективний (вибірковий) — збут, що передбачає обмеження кількості торговельних посередників залежно від характеру клієнтури, можливостей обслуговування і ремонту продукції, рівня підготовки персоналу. Збут селективний рекомендується застосовувати в тих випадках, коли йдеться про товари, що потребують спеціального обслуговування, забезпечення запасними частинами, створення ремонтних майстерень або підготовки спеціально навченого персоналу, а також у разі збуту дорогих, престижних товарів.
Розповсюдження товару в незмінному вигляді — збут товару на зарубіжному ринку без будь-яких змін.
Підхід за рівнем трудомісткості — один з підходів до визначення величини служби збуту, за якого компанія розподіляє замовлення за різними класами згідно з їхніми розмірами і відповідно до цього встановлює чисельність торгових агентів, потрібних для забезпечення достатньої кількості контактів щодо замовлень кожного класу.

## Продаж в маркетингу
У сучаснім розумінні продаж вважається нерозривно пов'язаним з маркетингом, є його складовою частиною, «переднім фронтом»,служить логічним продовженням, практичним результатом та підтвердженням правильності маркетингової роботи компанії.
Продаж є практичнішою, чим теоретичною сферою діяльності, хоча теорія продажу безумовно існує у вигляді рекомендованих етапів процесу продажу, та продовжує розвиватися. Продажу присвячені численні навчальні практичні тренінги та семінари по розвитку конкретних навичок продажу, статті та книги по специфіці того або іншого виду продажу і т. д.
Розроблені численні класифікації продажу. Наприклад — гуртовий та роздрібний продаж, продаж в сегменті B2B і B2C, прямий продаж, багаторівневий (мережний) продаж, «довгий» продаж, мобільний продаж, продаж товарів та послуг і т. д.).
Поняття продажу входить як базове та основне у велику кількість інших сучасних термінів та бізнес-понять: професія менеджера по продажу є однією з найпоширеніших та затребуваних на ринку праці, складання плану продажу є основою для складання бізнес-плану, відділ продажу є практично на будь-якому комерційному підприємстві тощо.
Керування ситуаційне — ухвалення стратегічних рішень у міру виявлення потенційних проблем збуту.

## Класифікація продажу
Розроблено численні класифікації продажу. наприклад:
- гуртовий та роздрібний продаж
- продаж в сегменті B2B і B2C
- активний продаж
- прямий продаж
- багаторівневий маркетинг
- продаж «короткий» (рішення про угоду ухвалюється за умов разової взаємодії) і «довгий» (з довгим, фінансово і трудомістким для клієнта процесом ухвалення рішення про угоду)
- мобільний продаж
- продаж товарів і послуг
- галузеві продажі: продуктів харчування, будматеріалів тощо.